# Akranes
Akranes är en hamnstad 22 km fågelvägen norr om Reykjavik och den största staden på Västlandet, Islands västkust. Den hade i januari 2019 7 463 invånare.

## Historia
Omkring år 880 slog sig enligt Landnámabók en grupp irländska eremiter ner på halvön. De följdes sedan av bröderna Þormóður och Katli Bersasonum för det goda fisket. Första helgen i juli firas årligen med omfattande festligheter den irländska anknytningen med "Írskra daga".
Orten grundades i sin nuvarande form på 1800-talet som en fiskeby och fick år 1942 formella stadsrättigheter. Under de följande åren upplevde den sin historiskt största befolkningsökning.

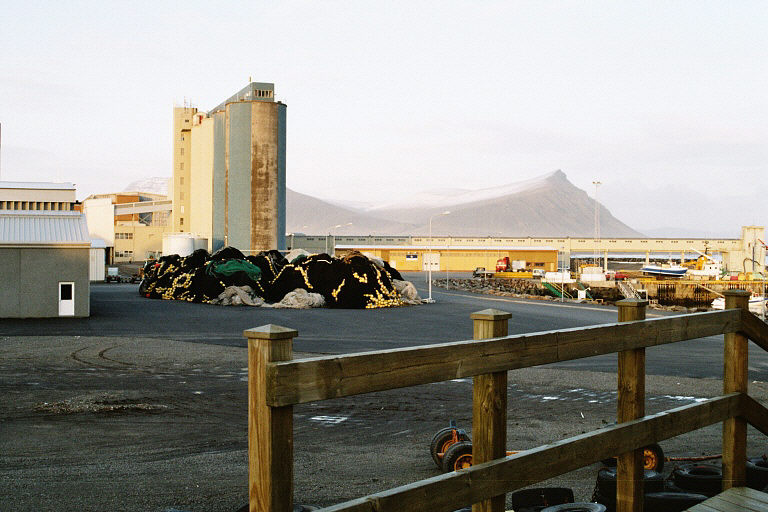
Hamnplan

## Industri
Akranes är en fiske- och industristad. Mellan åren 1958 till 2012 så fanns Islands enda cementfabrik i staden. Sedan 1998 finns ett aluminiumsmältverk, Nordural grundartangi,  nära staden. Det är dock fiske och fiskindustrin som är den största näringen.

## Infrastruktur
Staden väntas växa ytterligare under de kommande åren på grund av en växande industri och förbättringar i infrastrukturen i Reykjavikområdet, efter det att den 5,57 km långa Hvalfjörðurtunneln öppnade 1998.

## Sport
Akranes fotbollslag, ÍA Akranes, har under många år tillhört topplagen i den isländska fotbollsligan.

## Sevärdheter
- Akranes folkmuseum[9]
- Akrafjall[10]
- Langisandur[11]
- Bassängen Guðlaug, vid Langisandur[12]
- Utomhusbassängen[13]
- Akranesviti (Akranes fyr)[14]
- Golfbanan Leynir[15]

### Fotnoter
1. ↑  ”Iceland:Municipalites and Urban Settlements”. Citypopulation. https://www.citypopulation.de/php/iceland.php. Läst 22 maj 2017.
2. ↑  http://www.citypopulation.de/php/iceland.php
3. ↑   (på engelska) Iceland. Footscray, Victoria, Australia: Lonely Planet Publications Pty Ltd. 2004. sid. 136. ISBN 978-1-74104-076-0
4. ↑  Magnús Magnússon, red (2016) (på engelska/isländska). Travel West Iceland - Ferdast um Vesturland 2016. Akranes: Skessuhorn ehf. Fréttaveita Vesturlands. sid. 22
5. ↑  ”Írskir dagar” (på isländska). Akraneskaupstaður. https://www.akranes.is/mannlif/afthreying/irskir-dagar. Läst 12 september 2021.
6. ↑  ”Sementsverksmiðjan gengur út október” (på isländska). www.mbl.is. https://www.mbl.is/frettir/innlent/2009/08/24/sementsverksmidjan_gengur_ut_oktober/. Läst 12 september 2021.
7. ↑  ”Norðurál” (på isländska). nordural. https://nordural.is/. Läst 12 september 2021.
8. ↑  ”Highway under the North Atlantic”. Spolur. Arkiverad från originalet den 8 november 2016. https://web.archive.org/web/20161108133734/http://www.spolur.is/index.php/english/about-hvalfjardartunnel.html. Läst 15 november 2021.
9. ↑  ”Information Akranes Folk Museum”. museum.is. Arkiverad från originalet den 17 november 2021. https://web.archive.org/web/20211117081656/http://museum.is/en/. Läst 17 november 2021.
10. ↑  ”Akrafjall Mountain”. west.is. https://www.west.is/en/place/akrafjall-mountain. Läst 17 november 2021.
11. ↑  ”Langisandur, sandy beach in Akranes”. west.is. https://www.west.is/en/place/langisandur. Läst 17 november 2021.
12. ↑  ”Guðlaug Baths”. west.is. https://www.west.is/en/service/gudlaug-natural-pool. Läst 17 november 2021.
13. ↑  ”Akranes Swimming Pool”. west.is. https://www.west.is/en/service/akranes-swimming-pool. Läst 17 november 2021.
14. ↑  ”Akranesviti, Light house in Akranes”. west.is. https://www.west.is/en/place/light-house-akranesviti. Läst 17 november 2021.
15. ↑  ”Golfklubburin Lynir” (på isländska). leynir.is. https://leynir.is/. Läst 17 november 2021.